# Rue d'Ankara
Pour l’article homonyme, voir Rue d'Ankara (Strasbourg).
La rue d'Ankara est une petite rue de l'ouest de Paris, près de la Seine, dans le 16e arrondissement.

## Situation et accès
Elle débouche sur la place de Bolivie et l'avenue du Président-Kennedy.

## Origine du nom
La rue d'Ankara doit son nom à Ankara, naguère Angora, capitale de la Turquie, du fait que l'ambassade de Turquie se trouve dans une artère adjacente, l'avenue de Lamballe.

## Historique

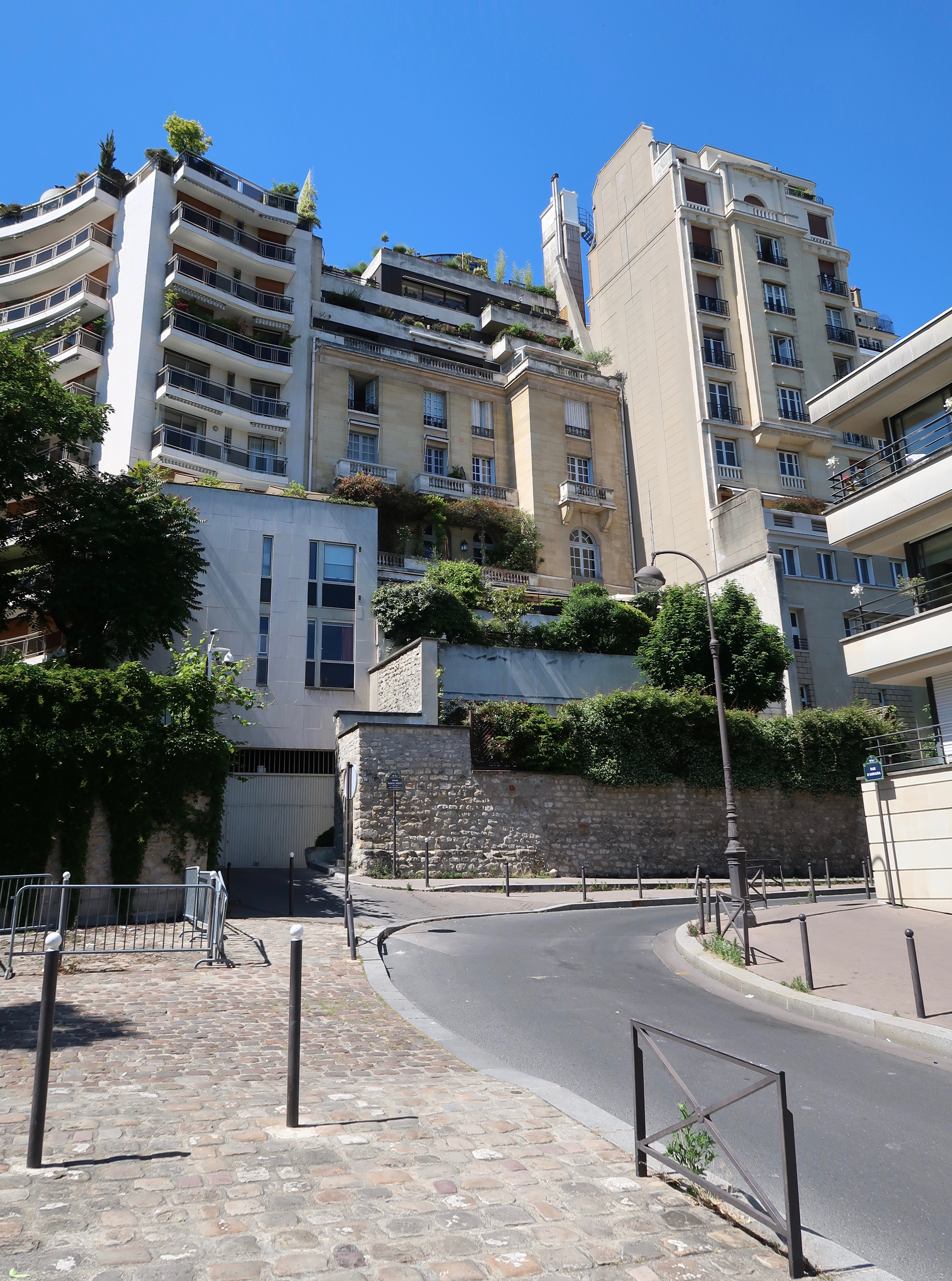
Vers l'avenue Marcel-Proust.

Cette voie de l'ancienne commune de Passy est indiquée sur le plan de Roussel de 1730 sous le nom de « rue de Seine ». Elle est classée dans la voirie parisienne par un décret du 23 mai 1863 en tant que portion de la « rue Berton ».
La rue formait la limite entre le parc de l'hôtel de Lamballe vendu en 1922 dont les terrains furent lotis pour former l'avenue de Lamballe, l'avenue du Général-Mangin et l'ambassade de Turquie et l'ancien parc des eaux minérales de Passy dont les terrains acquis vers 1800 par Benjamin Delessert étaient ensuite connu comme « parc Delessert », actuellement parc de Passy.
Alignée par un arrêté du 29 juillet 1927, elle prend sa dénomination actuelle par un arrêté du 15 novembre 1954.
Elle a été mise en sens unique de circulation, depuis l'avenue du Général-Mangin vers et jusqu'à l'avenue Marcel-Proust, par arrêté du préfet de Paris en date du 28 septembre 2000.
Lucien Morisse, pygmalion et ancien mari de Dalida, se suicide au moyen d'une arme à feu, le 11 septembre 1970, dans son appartement situé au 7, rue d'Ankara, à l'âge de 41 ans. Le couple y a vécu.
Au croisement de la rue d'Ankara, de l'avenue de Lamballe et de l'avenue du Président-Kennedy, la place de Bolivie est inaugurée en 1996.
Le 2 décembre 2023, le terroriste franco-iranien Armand Rajabpour-Miyandoab, auteur de l'attentat du pont de Bir-Hakeim, commence à être pris en chasse par les policiers dans cette rue, avant d'être interpellé quelques minutes plus tard dans l'avenue du Parc-de-Passy,. 

## Bâtiments remarquables et lieux de mémoire

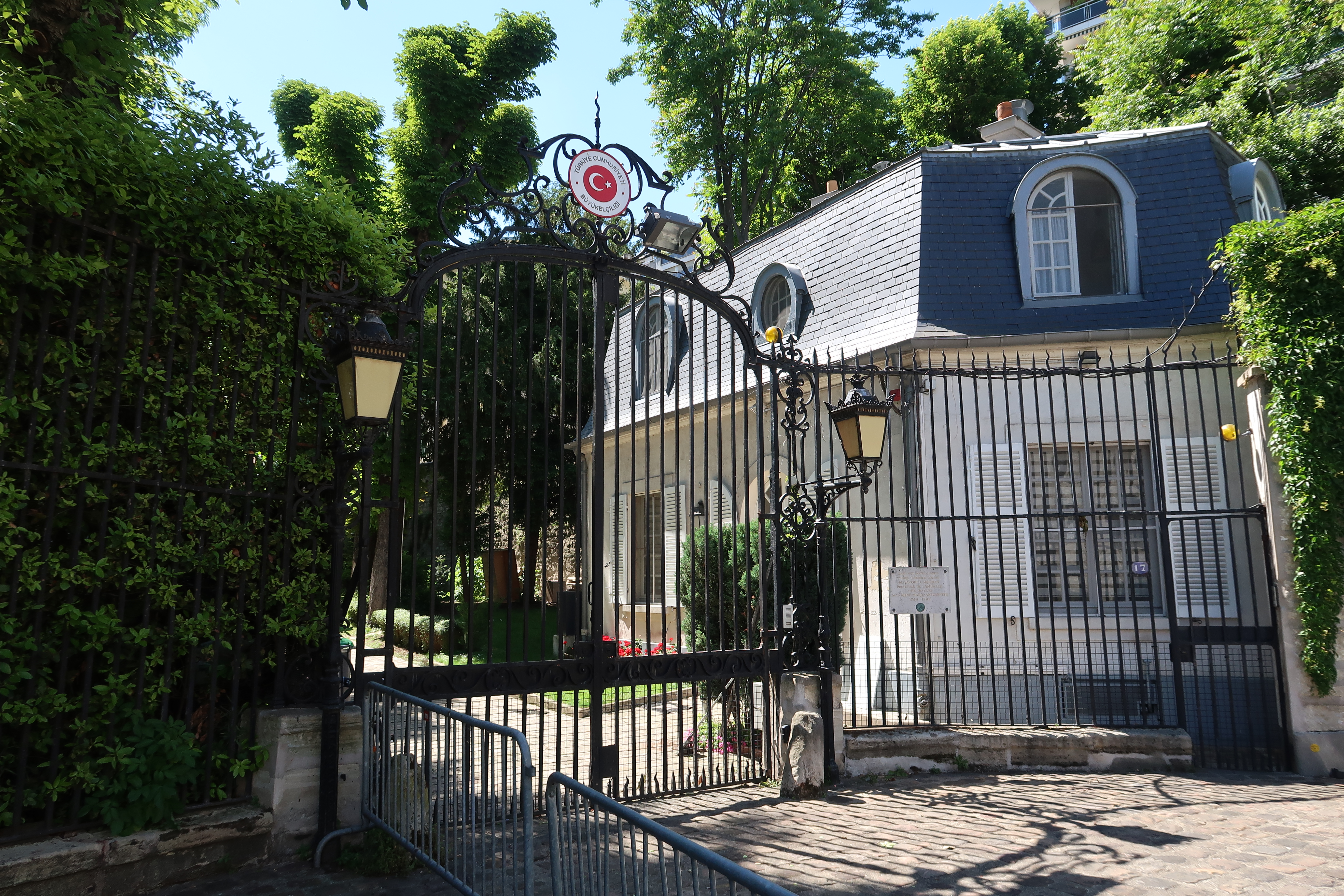
No 17.

- Au no 17 se trouvait l'hôtel de la princesse de Lamballe devenu l’ambassade de Turquie. Il s'agissait d'un bâtiment classique du XVIIIe siècle. Écroulé vers 1920 à la suite d'une fantaisie de sa propriétaire, il reste le pavillon d'entrée d'époque et l'escalier d'honneur à double révolution.

Le docteur Blanche y transféra sa maison de santé de Montmartre en 1846. Cette maison de santé hébergea Gérard de Nerval en 1853 et 1854 et Guy de Maupassant qui y mourut en 1893.
Entre 1841 et 1855, Gérard de Nerval effectue des séjours dans les maisons de santé des docteurs Blanche père et fils, à l’actuel 22, rue Norvins (alors 4, rue Traînée) à Montmartre, pour le père Esprit Blanche — maison remplacée aujourd’hui par un immeuble —, et à l’hôtel de Lamballe à Passy, pour le fils Émile Blanche (aujourd’hui 17, rue d’Ankara).
Le docteur Émile Blanche dirige la clinique jusqu’en 1872, la cédant alors à un collègue aliéniste qui fut son élève, le docteur André Isidore Meuriot (1841-1901) qui dès lors la dirige ; mais l’établissement continue d’être désigné en tant que « clinique du docteur Blanche ». Guy de Maupassant, dont l'état de santé a empiré et qui est pris par des crises de folie, est conduit en janvier 1892 du Chalet de l’Isère à la clinique du docteur Blanche (sur un côté de la propriété, avenue de Lamballe, une plaque signale aujourd’hui le « séjour » de Maupassant, ainsi que celui, quarante ans auparavant, de Gérard de Nerval). Le 6 juillet 1893, après quarante-trois années d’existence et dix-huit mois de crises de folie, Guy de Maupassant meurt, vaincu par la syphilis.
Il repose maintenant au cimetière du Montparnasse à Paris, non loin de Maurice Leblanc, un autre écrivain ayant lui aussi vécu à Étretat (mais au siècle suivant).